# Asiohahnia ketmenica
Asiohahnia ketmenica là một loài nhện trong họ Hahniidae.
Loài này thuộc chi Asiohahnia. Asiohahnia ketmenica được miêu tả năm 1992 bởi Ovtchinnikov.